# السياسية في كولومبيا
تعتمد سياسة كولومبيا على نهج إطار جمهوري ديمقراطي متعدد الأحزاب يقوم على تطبيق وآحترام دستور عام 1991 المعدل والتمثيلية الرئاسية التي يعتبر فيها رئيس كولومبيا رئيسا للدولة ورئيسا للحكومة الكولومبية.
وتمثل الحكومة السلطة التنفيذية للبلاد، في حين أن اختصاص السلطة التشريعية تناط بكل من الحكومة والكونغرس الكولومبي بمجليسيه (مجلس الشيوخ ومجلس النواب). أما السلطة القضائية في كولومبيا فتتميز باستقلالها عن السلطتين (التشريعية والتنفيذية).
منذ 21 يونيو 2010 يعد خوان مانويل سانتوس الرئيس المنتخب الحالي في الجولة الثانية بنسبة ٪69،13 من الأصوات، مقابل نسبة ٪27.47 حصل عليها منافسه من مرشح حزب الخضر انتاناس موكوس. في 16 يونيو 2014 أعيد انتخابه الرئيس الحالي لولاية ثانية.

## أنظر كذلك
- الانتخابات في كولومبيا
- نظام انتخابي
- السلطة القضائية في كولومبيا
- حكومة كولومبيا
- محكمة العدل العليا في كولومبيا
- الكونغرس الكولومبي
- كاسا دي نارينو